# Hans Lynge (Autor)
Hans Louis Abel Lynge (* 6. September 1906 in Nuuk; † 2. Juli 1988 in Haderslev, Dänemark) war ein grönländischer Schriftsteller, Maler, Bildhauer, Komponist, Katechet und Landesrat.

## Leben
Hans Lynge wurde am 6. September 1906 in Nuuk als Sohn des Oberkatecheten Niels Peter Salomon Lynge (1880–1965) und seiner Frau Theodora Ane Sisilie Rosing (1883–1940) geboren. Er war das zweite Kind des Paares, das insgesamt elf Kinder hatte. Dazu hatte Hans zwei Halbschwestern aus der zweiten Ehe seines Vaters. Sein älterer Bruder Klaus Lynge (1902–1981) saß wie ihr Vater Niels ebenfalls im Landesrat. Seine Schwester Cecilie Ane Andrea (1917–1999) war Schriftstellerin. Sein Schwager war der Politiker und Schriftsteller Nikolaj Rosing (1912–1976).
Nachdem er die Schule beendet hatte, besuchte Hans Lynge Grønlands Seminarium, das er 1927 abschloss. Anschließend wurde er als Katechet in Qaqortoq eingesetzt. Am 11. Dezember 1930 heiratete er Marie Louise Mathilde Lund (1904–1996), Tochter des Dichters Henrik Lund (1875–1948) und seiner Frau Karoline Malene Justine Haldora Egede (1878–1979). 1931 erkrankte er in seinen Mittzwanzigern an Tuberkulose und musste seine Arbeit aufgeben. In der Folge begann er künstlerisch und schriftstellerisch aktiv zu werden. Zeitgleich wuchs sein politisches Interesse. 1937 wurde er in den Rat der Gemeinde Qaqortoq gewählt. Im selben Jahr wurde an Hans’ 31. Geburtstag sein erster Sohn Jørgen Niels Henrik Hans Lynge geboren, der später Programmdirektor bei Kalaallit Nunaata Radioa wurde und mit der Politikerin Laannguaq Bolette Vahl (* 1943) verheiratet war. 1939 erfolgte seine Wahl in Grønlands Landsråd, wo er alle Sitzungen wahrnahm. Am 31. März 1940 wurde der jüngere Sohn Torben Emil Lynge († 2023) geboren, der Politiker wurde und dessen älteste Tochter die Schriftstellerin Nauja Lynge (* 1965) ist. 1945 wurde er wiedergewählt, reiste aber kurz darauf nach Dänemark und konnte so nur an einer Sitzung teilnehmen, bevor er durch seinen Vertreter und Bruder Klaus Lynge ersetzt wurde. Er war von 1945 bis 1946 Delegationsmitglied bei der Beratung mit dem Grönlandausschusses über die Dekolonialisierung des Landes. In der nächsten Zeit konzentrierte er sich schließlich voll auf eine Karriere als Künstler und besuchte von 1947 bis 1950 Det Kongelige Danske Kunstakademi, wo er von Johannes Bjerg gelehrt wurde. Studienreisen führten ihn nach Frankreich und Italien. Am 25. März 1961 heiratete er in zweiter Ehe die dänische Ärztin Inge Overgaard (* 1928), Tochter des Betriebsassistent Holger Overgaard (1900–1964) und seiner Frau Henny Marie Mouritsen (1902–1981). Die Ehe blieb kinderlos. Er starb am 2. Juli 1988 in Haderslev in Dänemark.
Hans Lynges schriftstellerische Werke behandelten die traditionelle Lebensweise der Kalaallit und grönländische Sagen. Mindestens zwölf seiner Werke sind Dramen, die er als Schauspiele aufführen ließ. Dazu schrieb er die Oper Qunerseeq, deren Musik er auch komponierte. In seinen zwei Bänden Grønlands indre liv von 1981 und 1988 beschreibt er Erinnerungen seiner Kindheit und Jugend. Als Bildhauer entwarf er Büsten von Augo Lynge und Lars Møller. Dazu gestaltete er zahlreiche Kirchen und entwarf den aus 13 die Geschichte Grönlands betreffenden Tapisserien bestehenden Fries in Nuuks Rathaussaal.
Er wurde 1972 zum Ritter des Dannebrogordens ernannt und erhielt 1978 die Godthåb-Medaljen. 1983 wurde ihm der grönländische Kulturpreis verliehen. Nach ihm sind zudem die Straße Hans Lyngep Aqqusernga und die Schule Hans Lyngep Atuarfia in Nuuk benannt.